# Parmelia kerguelensis
Parmelia kerguelensis är en lavart som beskrevs av F. Wilson. Parmelia kerguelensis ingår i släktet Parmelia och familjen Parmeliaceae.   Inga underarter finns listade i Catalogue of Life.